# Ortografia del castellà
L'ortografia del castellà resumeix les regles per a l'escriptura del castellà en els casos on no hi ha correspondència entre so i grafia. Es basa en l'assignació de fonemes a cada lletra de l'alfabet llatí i algunes regles que regulen les ambigüitats, sorgides per motius històrics. Es recullen en l'Ortografia publicada per la RAE, la darrera edició de la qual data de 2010.

## B i V
La distinció entre les lletres B i V s'ha perdut a gran part del domini lingüístic i ambdues lletres es pronuncien com [b] o el seu al·lòfon [β]. La decisió de com escriure una paraula ve del seu origen etimològic i, per tant, no hi ha una regla absoluta que desfaci l'ambigüitat ortogràfica, tanmateix hi ha una sèrie de combinacions que acostumen a portar una de les dues grafies.
S'escriuen amb B
- els dígrafs BL i BR (cable)
- la terminació dels verbs d'imperfet d'indicatiu (cantaba)
- els prefixos bi- bio- sub-
- la majoria de paraules que comencen per al (albaricoque)
- les paraules que tenen MB (cambio)

S'escriuen amb V
- les terminacions d'adjectius -voro, -avo -evo -ivo i els seus femenins
- les paraules que contenen NV (enviar)
- els pretèrits indefinits irregulars (tuve)

## C, Q, Z, K
Aquests grups de lletres designen només dos sons: [k] i [θ]. Per a designar l'oclusiva velar sorda s'usa C davant de a, o, u i el dígraf QU davant de les lletres e, i. Només alguns manlleus porten la grafia K originària, com kilómetro o káiser. Per contra, per a representar la fricativa dental sorda s'usa Z davant de les vocals a, o, u i C davant de les dues altres. En algunes zones aquest so s'assimila a [s], fenomen conegut com a "seseo", però que no afecta l'ortografia.

## G i J
La G pot representar dos fonemes diferents, davant d'a, o, u es llegeix com a [g] i davant de les altres dues com a [x], so que sempre representa la J. Si es vol reproduir [g] davant de les lletres e, i, cal escriure el dígraf GU (guerra) on la U és muda. I si es vol que soni aquesta U es col·loca una dièresi per trencar el dígraf (paragüero).
Els problemes ortogràfics venen, doncs, en el so [x] de les lletres e, i, que poden anar amb G o J segons l'etimologia de la paraula. Hi ha poques regles que guiïn l'escriptura, entre elles les següents.
S'escriuen amb G:
- mots començat amb in- excepte injerto
- terminacions -gen, -gión, -logía
- el prefix geo-

S'escriuen amn J:
- les terminacions -aje -eje -jero (excepte ligero)
- els al·lomorfs de verbs que no portin ni G ni J a l'infinitiu (traje)
- mots d'origen bíblic

## H
La H és muda i es conserva només per motius històrics, la majoria de mots que la porten corresponen aleshores a l'anomenada ortografia arbitrària. Hi ha, però, algunes normes que indiquen quan s'ha d'escriure:
- paraules que comencen amb hue- hie- hum- (escepte umbral i umbilical)
- els prefixos hecto- hidro- homo- hetero-

## LL i Y
A la major part del domini lingüístic s'ha perdut la distinció fonètica entre Y i LL (fenomen anomenat "yeísmo"), per això poden sorgir confusions a l'hora d'escriure paraules amb aquestes lletres. Algunes regles útils per col·locar la LL són les següents.
- en les terminacions -illo, -ello i els seus femenins quan designen adjectius
- verbs de la primera conjugació acabats en -llar (hallar)

## R i RR
El so [ɾ], anomenat R simple o fluixa, s'escriu sempre amb una sola r (cara). Per indicar el so [r], el de la vibrant alveolar sonora, s'escriu RR entre vocals i una sola R en la resta de casos. En alguns mots compostos hi ha vacil·lació entre l'ús de les dues grafies en alternança amb el guionet (greco-romano o grecorromano), tot i que es tendeix progressivament a la unificació amb els altres mots.

## Accentuació
L'accent en castellà té tres tipus d'ús: la norma general, trencar un diftong i l'accent diacrític. La norma general indica que s'accentuen gràficament una paraula aguda acaba en vocal, n, s, una paraula plana que no tingui aquestes terminacions i totes les esdrúixoles. Sempre es col·loca un accent agut.
Es posa accent sobre la vocal feble (u, i) quan es vol trencar un diftong format per vocal forta i feble (reír), de manera que la combinació es torna un hiat. Els accents diacrítics es posen per distingir paraules de diferent sentit, usualment monosíl·labs (té-te) o paraules de diferent categoria gramatical (este-éste).
Els adverbis amb la terminació -mente conserven l'accentuació de l'adjectiu del qual deriven, per aquest motiu s'escriu fácilmente però audazmente, per exemple.